# Nieuw-Vennep
Nieuw-Vennep è un centro della municipalità di Haarlemmermeer, nella provincia dell'Olanda settentrionale, nei Paesi Bassi. Si trova a circa 10 km a sud-ovest rispetto a Schiphol.
Nel 2001, il centro contava 17.886 abitanti, quasi raddoppiati nel 2006 raggiungendo quota 30.000. L'area edificata di Nieuw-Vennep è di 3,71 km², con 7.513 abitazioni.